# Fou de Bassan
Morus bassanus
Pour les articles homonymes, voir Fou de Bassan (homonymie).
Espèce
Statut de conservation UICN

 LC  : Préoccupation mineure
Le Fou de Bassan (Morus bassanus) est une espèce d'oiseaux de mer de la famille des sulidés. Cet excellent plongeur se nourrit de poissons et céphalopodes. Indigène à l'Atlantique nord, il est le plus gros des oiseaux de mer d'Europe.

## Description
Cet oiseau au plumage d'un blanc éclatant a la tête et le cou jaune pâle. Ses yeux sont gris clair cerclés de bleu clair électrique. Son bec gris-bleuté très clair, presque blanc, en forme de poignard, est souligné de fines lignes noires, comme tracées au crayon, se prolongeant en un masque noir autour des yeux. Le bout de ses longues ailes étroites est noir. Ses courtes pattes palmées sont verdâtres. La queue est cunéiforme.
Les adultes mesurent entre 85 et 90 cm de longueur et leurs ailes ont une envergure de 165 à 180 cm ; ils pèsent entre 2,8 et 3,2 kg. Il s'agit du plus grand oiseau de mer d'Europe.
Les mâles et les femelles se ressemblent ; il n'y a pas de dimorphisme sexuel marqué : seuls le cou jaune et les yeux bleus sont des caractères sexuels secondaires dont la coloration peut légèrement varier pendant la saison de reproduction. Les juvéniles sont brun foncé la première année, avec une bande de couleur claire à la base de la queue, puis apparaissent graduellement de plus en plus de plumes claires, sur la tête d'abord puis sur le dos, le ventre, et la partie de l'aile située entre le poignet et le corps, jusqu'à acquérir leur plumage d'adulte au bout de cinq ans.

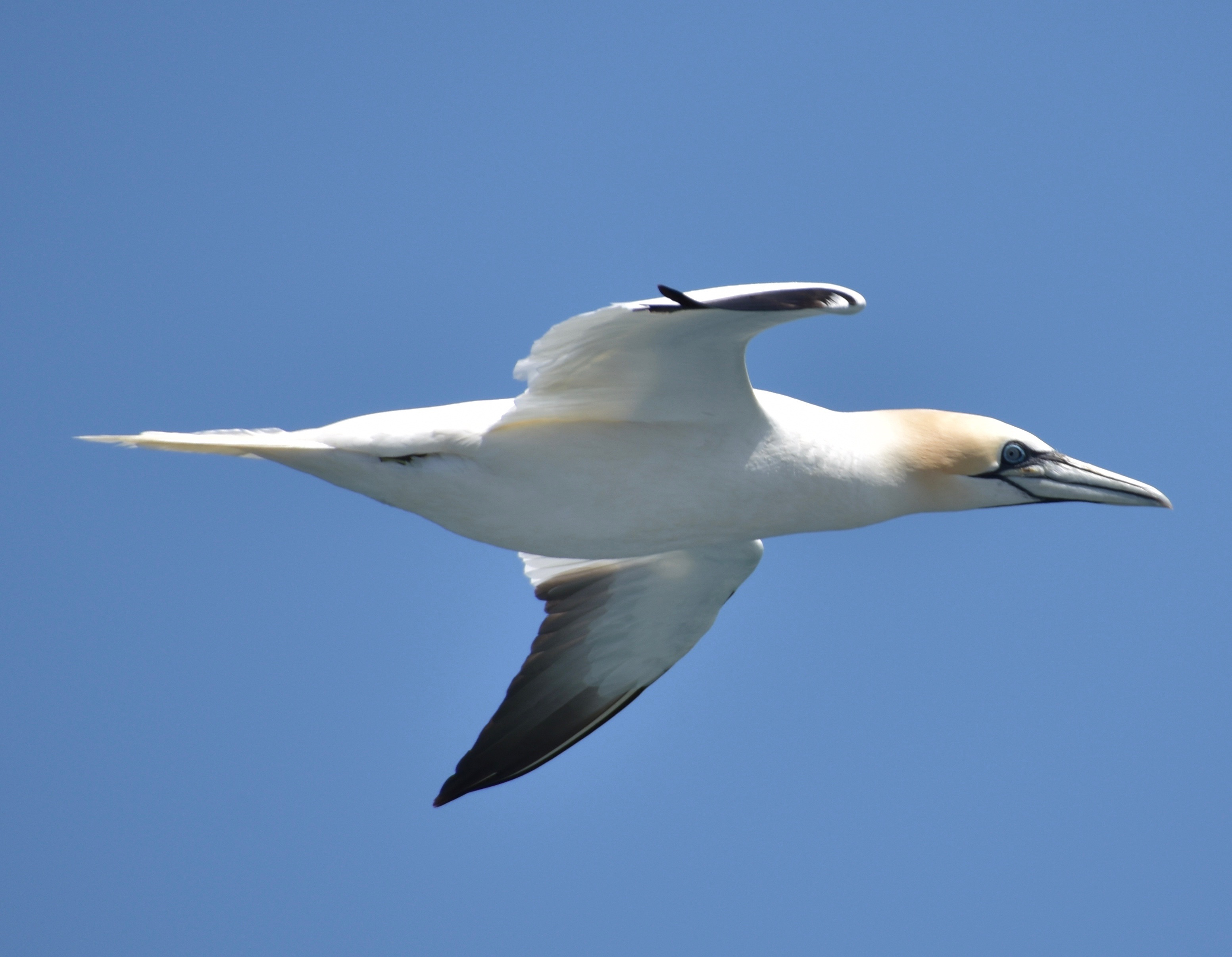
Fou de Bassan en vol.
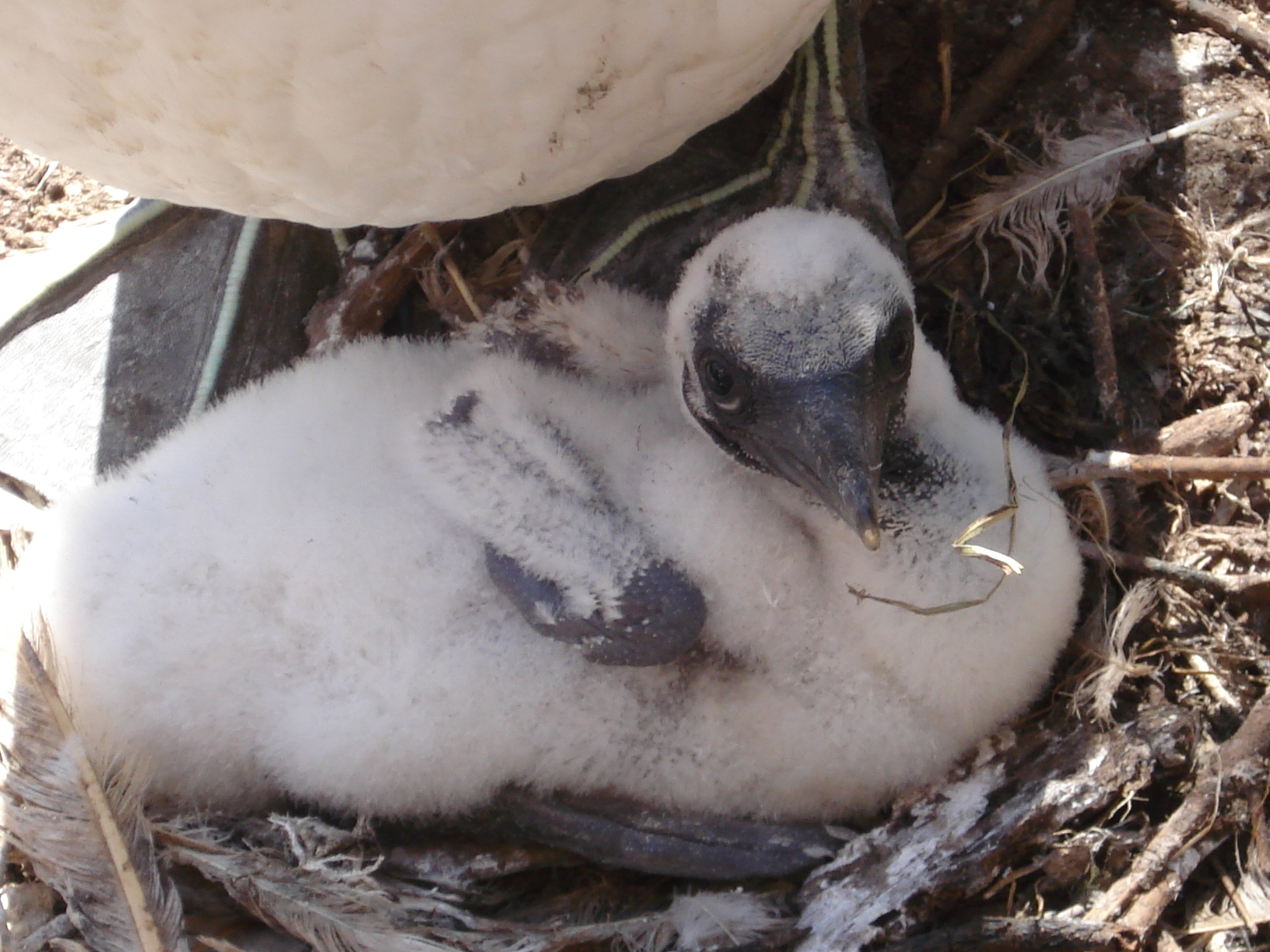
Oisillon de Fou de Bassan.
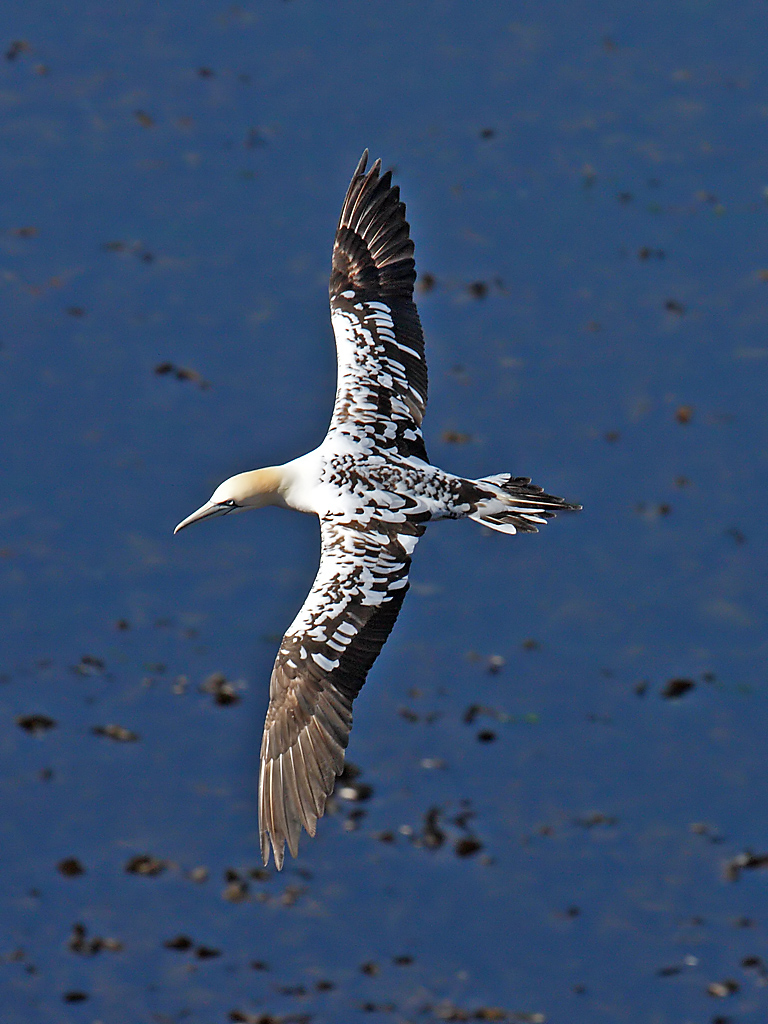
Fou de Bassan immature.
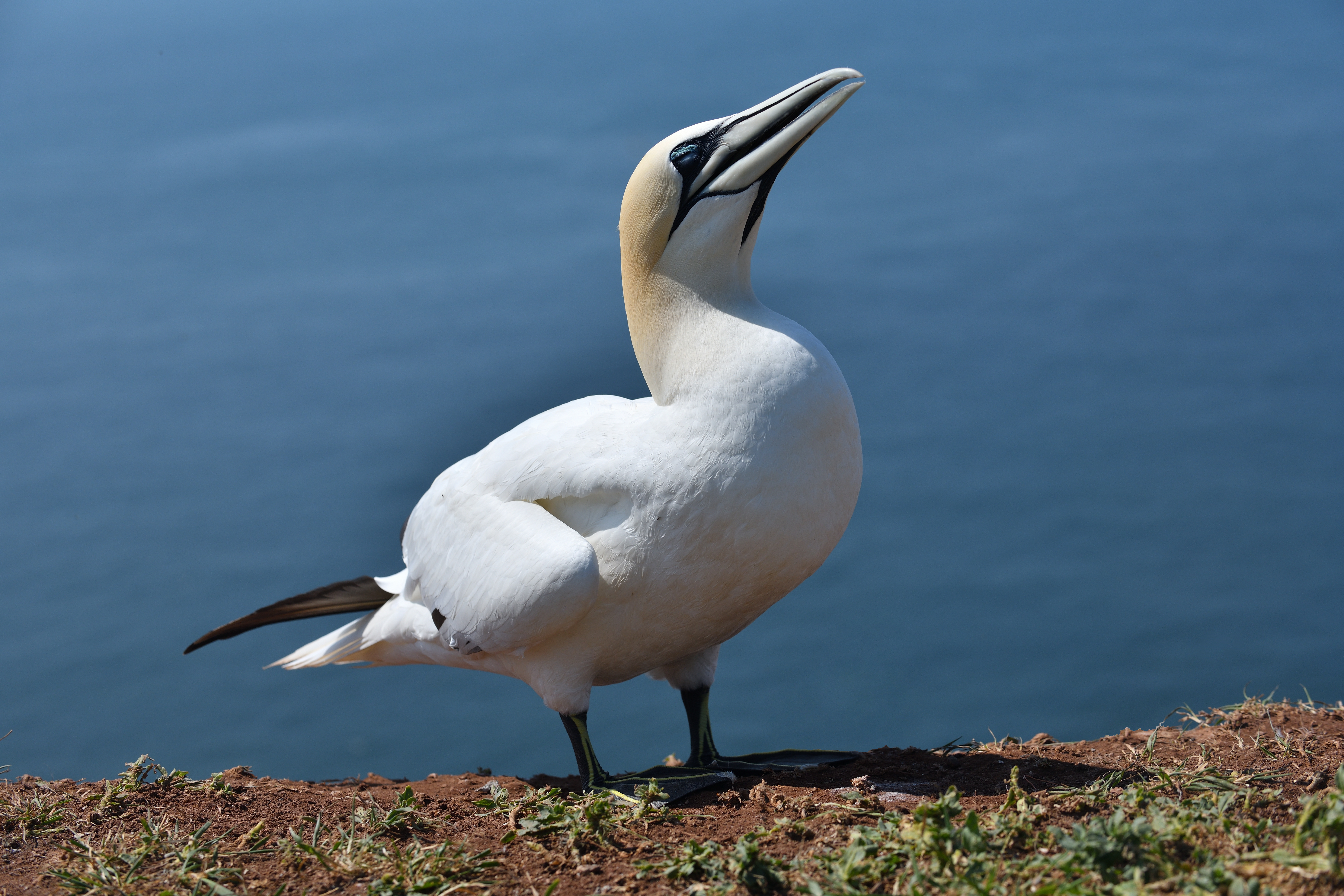
Fou de Bassan à Heligoland.
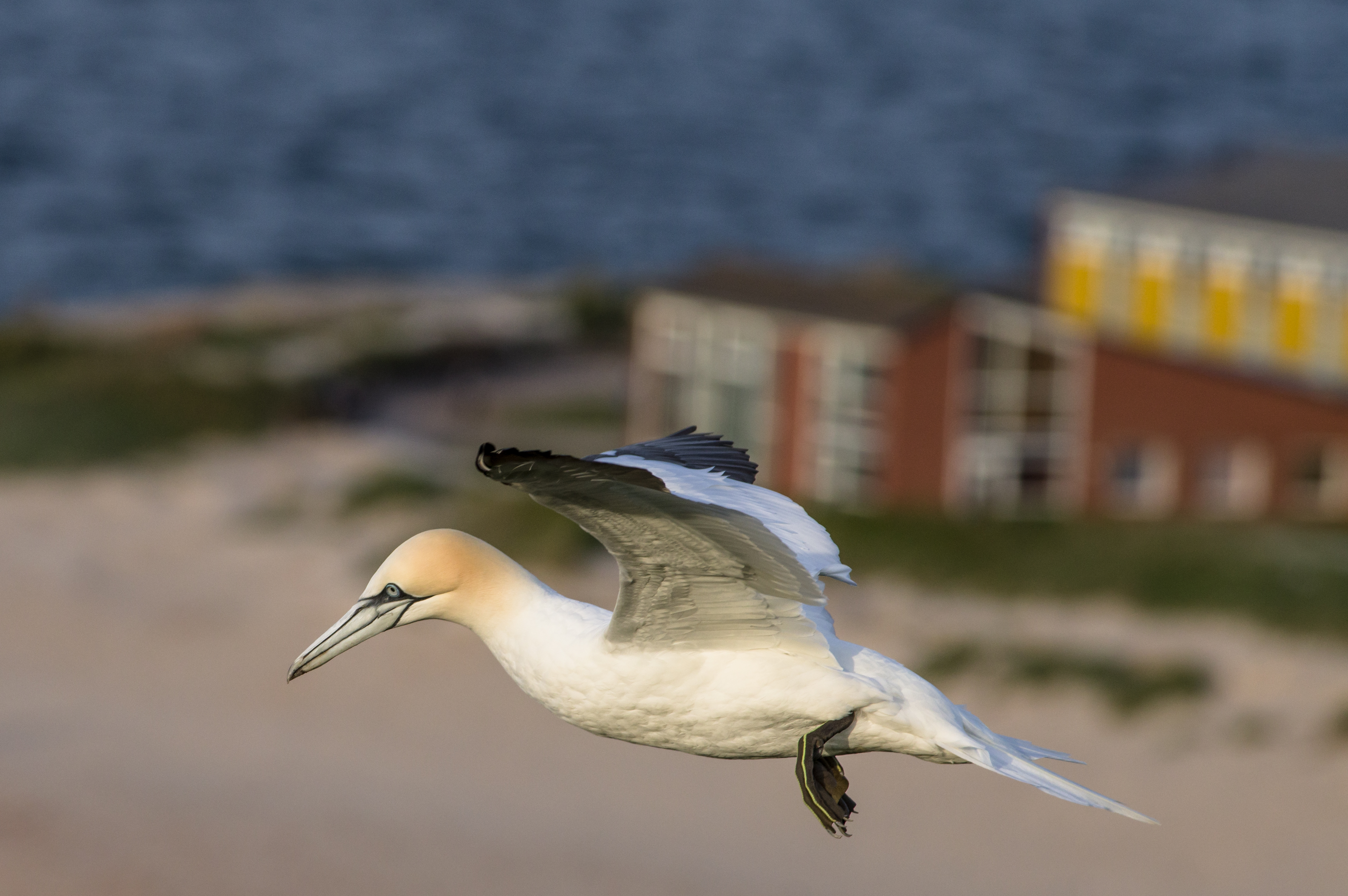
Fou de Bassan à Heligoland.
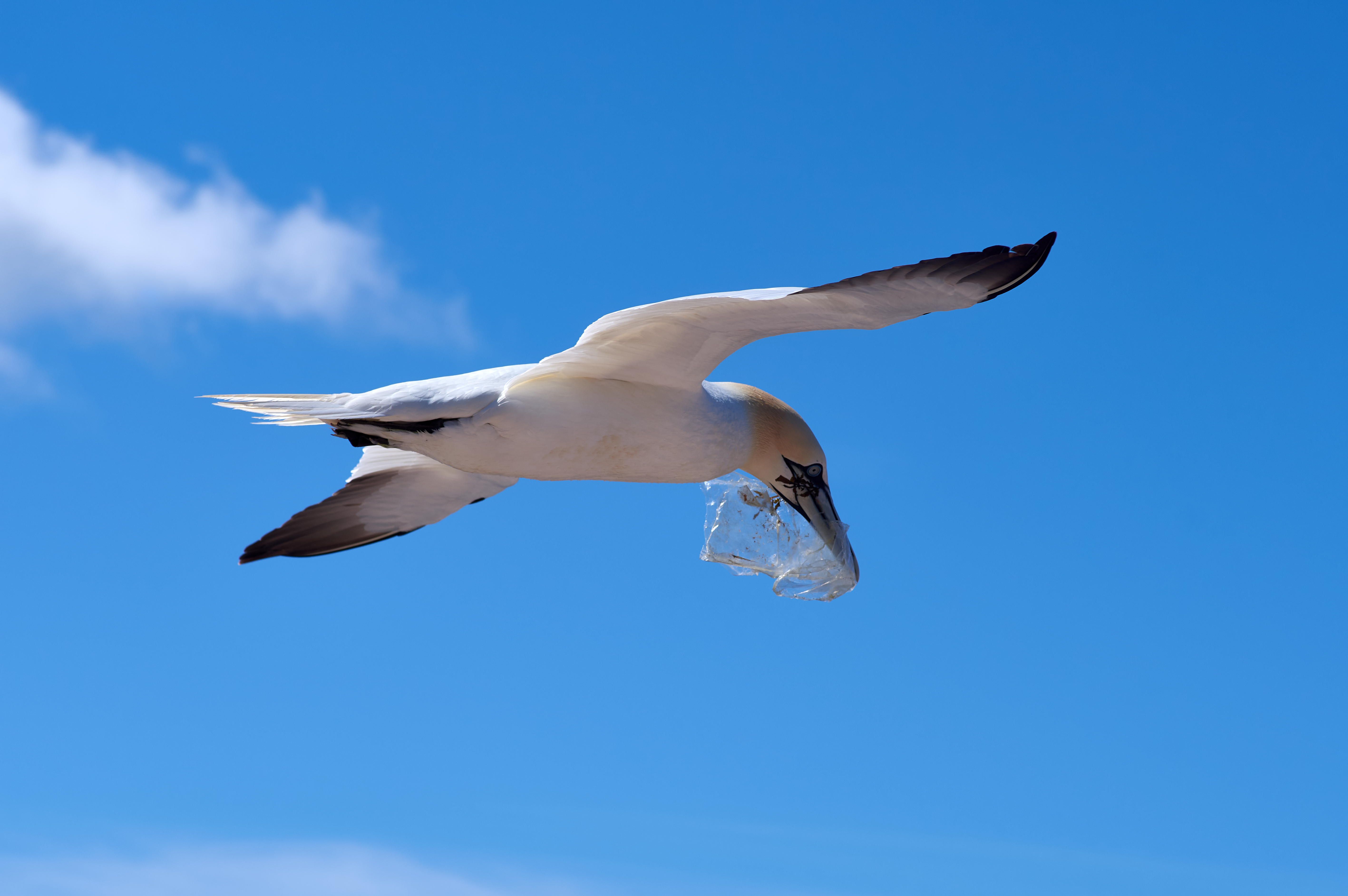
Fou de Bassan à Heligoland.
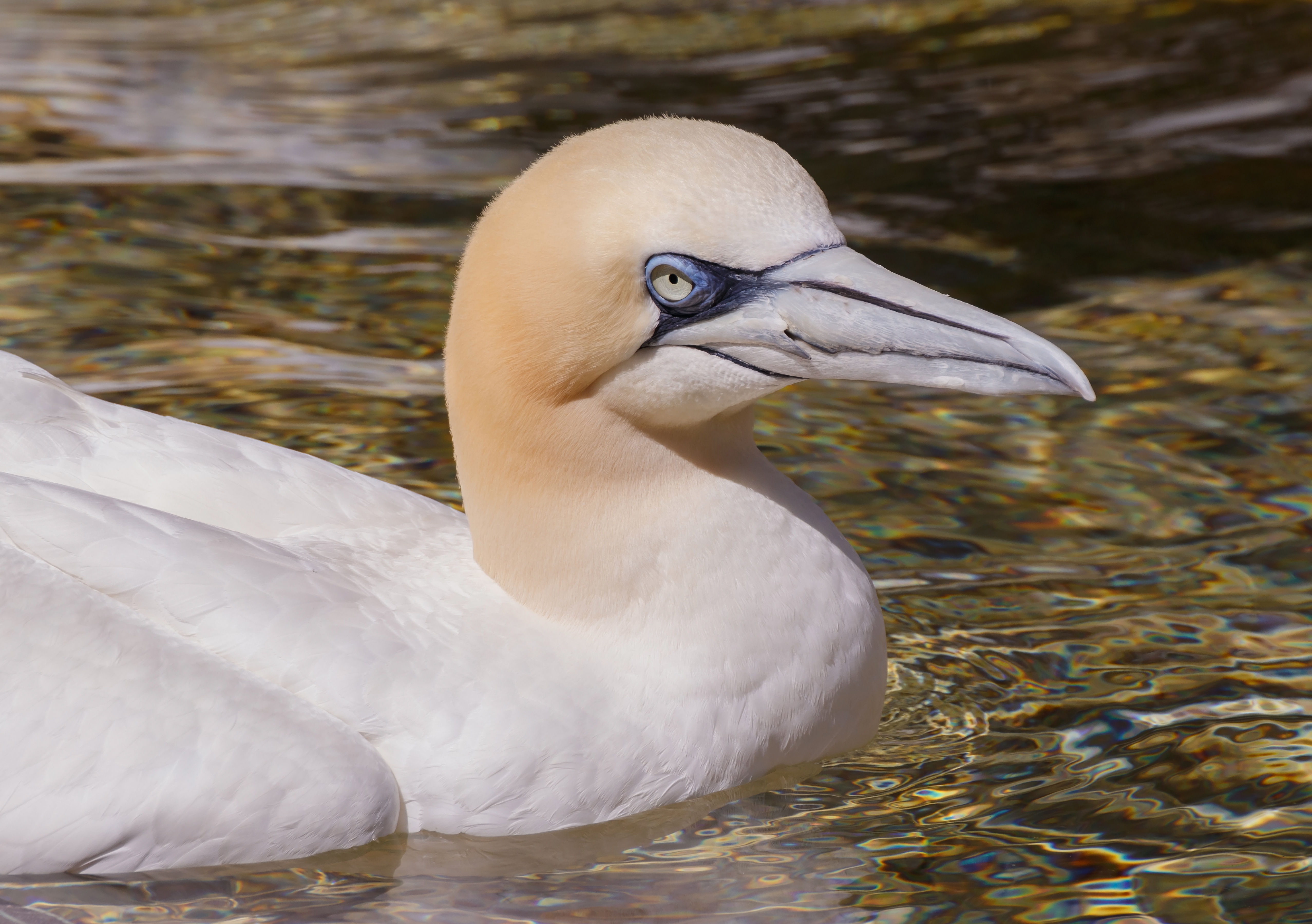
Portrait de Fou de Bassan dans le zoo de Wilhelma (Allemagne).

## Comportement

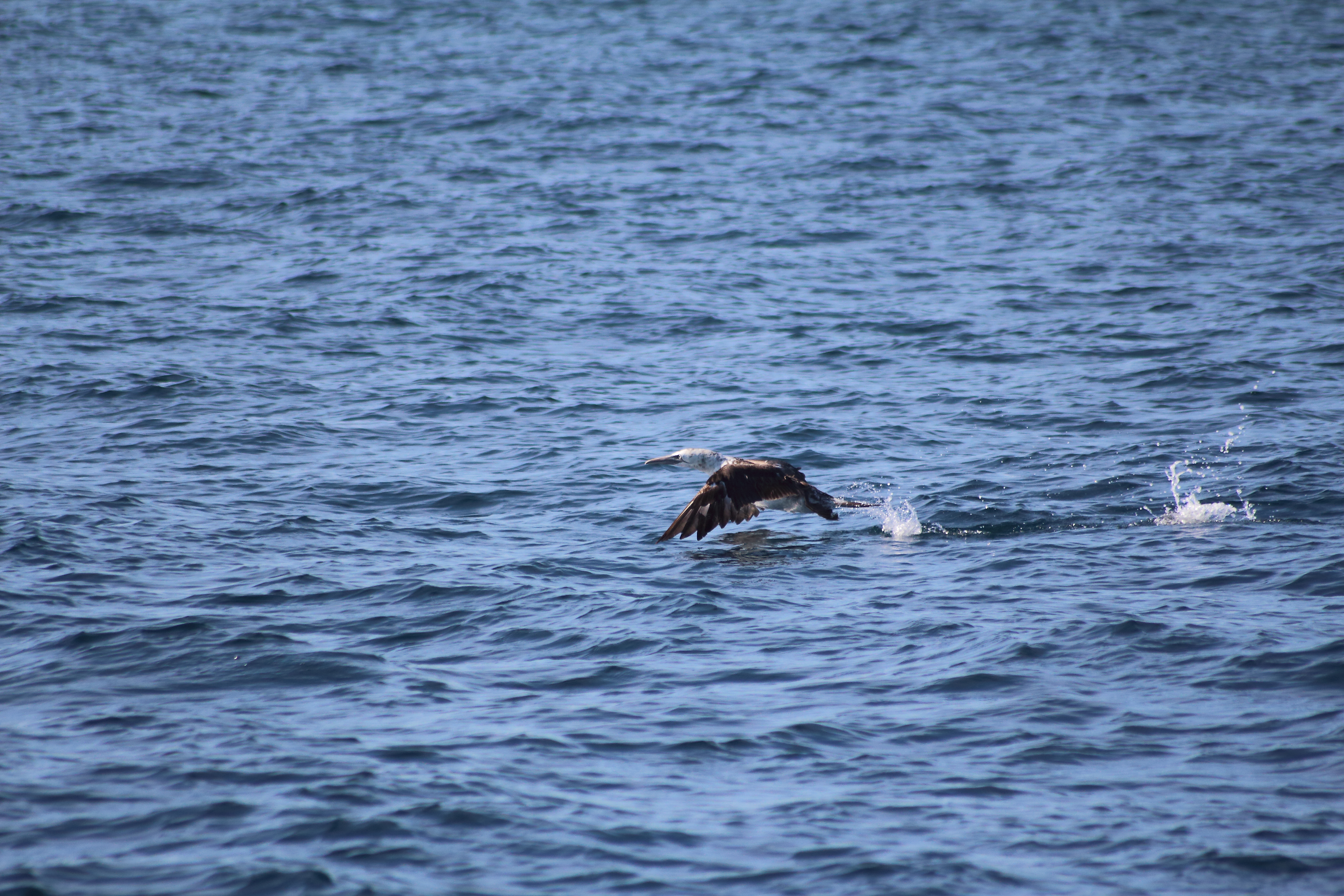
Un jeune Fou pendant le décollage.

### Locomotion
Par vent modéré, le Fou de Bassan a un vol aux battements puissants et réguliers, mais par vent fort, il plane et se laisse glisser dans les airs. Il peut parcourir quotidiennement une distance d'au moins 450 kilomètres.
Très puissants, et agiles en vol, ils sont cependant assez maladroits au décollage et à l'atterrissage.

### Alimentation

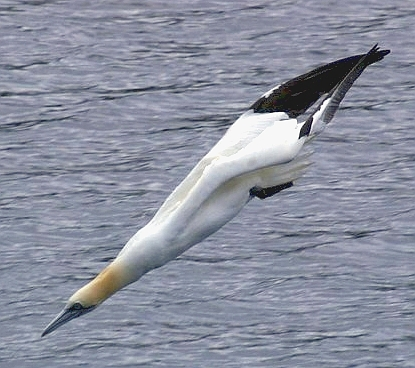
Plongée en piqué, ailes rétractées.

Très spectaculaires à observer, les Fous de Bassan planent haut dans les airs avant de plonger comme des flèches dans la mer à grande vitesse, de l'ordre de 90 km/h, lorsqu'ils aperçoivent une proie (sa vue est si perçante que cet oiseau repère un banc de poissons à 40 mètres de hauteur). Une fois sous l'eau, il attrape son poisson et n'a plus qu'à l'avaler, avant même de regagner la surface.
Lors du plongeon, des sacs aériens situés sous la peau protègent la tête et le poitrail de l'impact, tandis que les yeux sont protégés par la membrane nictitante et que les narines sont hermétiquement fermées. Le fou peut ainsi descendre à une quinzaine de mètres de profondeur et rester immergé pour une durée allant jusqu'à 20 secondes.
Le Fou de Bassan est piscivore, se nourrissant surtout de petits poissons tels que le maquereau, le hareng, le capelan et le lançon, ainsi que de calmars.
Chaque colonie a sa propre zone de pêche.

### Comportement social

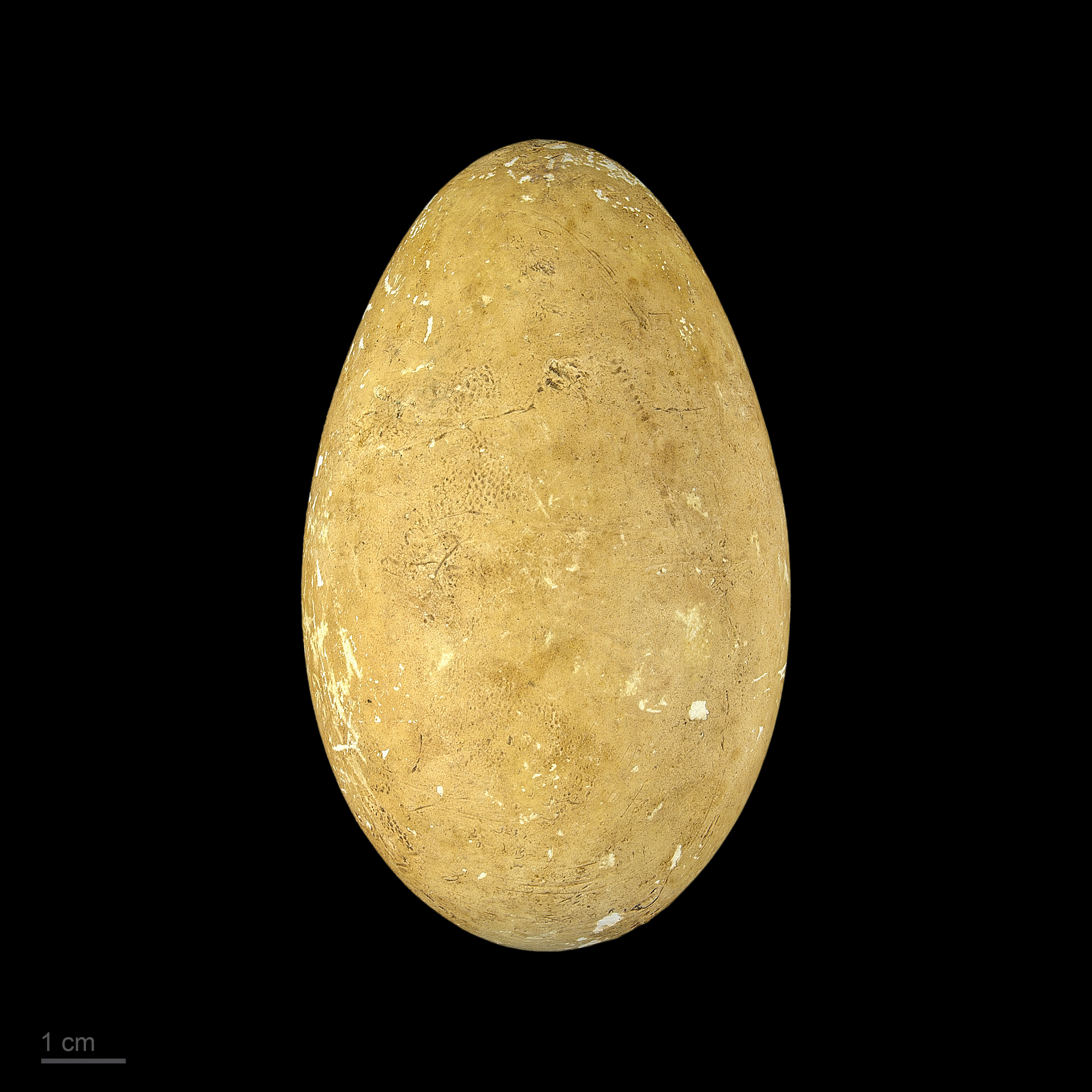
Œuf de Fou de Bassan (Morus bassanus) - MHNT.

Très grégaire lors de la saison de nidification, le Fou de Bassan forme alors des colonies denses. En mer, il forme de petits groupes.

Silencieux en mer, cet oiseau communique beaucoup sur les sites de nidification, émettant des cris gutturaux à intervalle régulier.

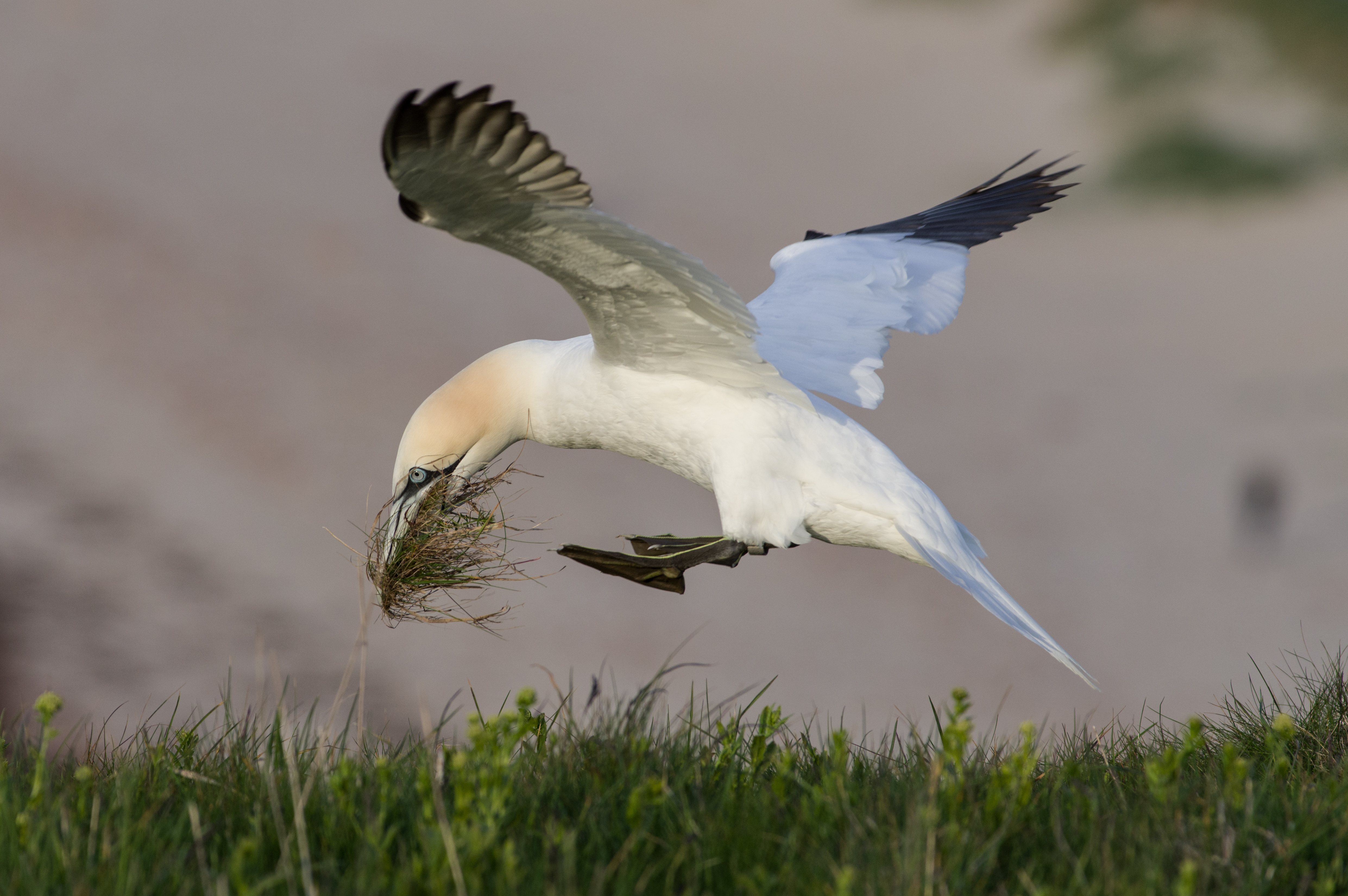
Un Fou de Bassan en train de faire son nid vers Heligoland en mer du Nord.

### Reproduction

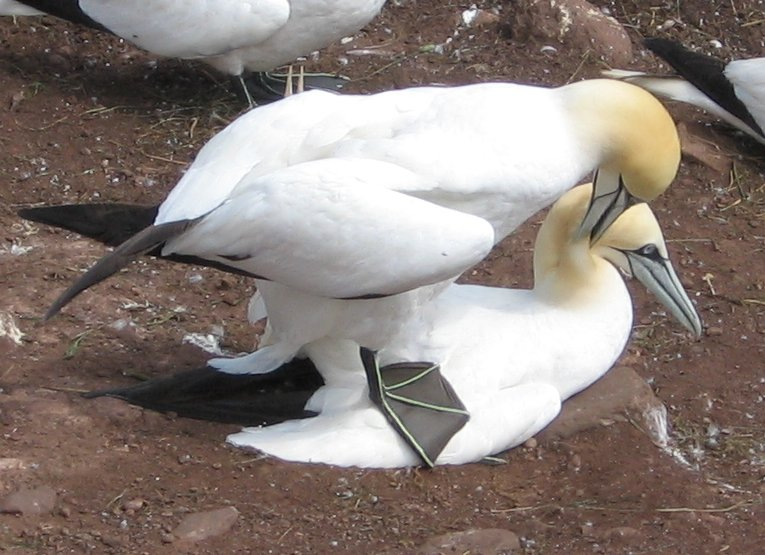
Accouplement de Fous de Bassan.

Les Fous de Bassan nichent en colonies denses sur les falaises et les îles rocheuses, d'avril jusqu'à septembre, parfois même jusqu'à la première semaine d'octobre. Le Fou de Bassan est un oiseau très territorial. Puisqu'il n'y a pas de différence entre le mâle et la femelle, les partenaires reconnaissent mieux leur nid, plutôt que leur partenaire[réf. nécessaire]. Ceux-ci peuvent rester ensemble pour la vie, à condition que chacun retourne sur le même territoire chaque année. Pendant leur parade nuptiale élaborée, ils se font la révérence, se frottent le bec et s'étirent le cou et les ailes. D'abord un simple tapis d'algues, de brindilles et de mousse, le nid se transforme avec les années en un véritable amoncellement de plumes, de déchets de poisson, de carcasses d’autres oiseaux et d'excréments. La femelle y pond un seul œuf blanc bleuté, que les deux partenaires couvent à tour de rôle pendant environ 44 jours.
La progéniture du Fou de Bassan est dite nidicole. Le poussin naît donc nu et très vulnérable. Nourri par ses parents pendant 90 jours, le jeune Fou de Bassan passe de 70 grammes à la naissance à 4 kilos.
Il vivra de 16 à 20 ans.

## Répartition et habitat

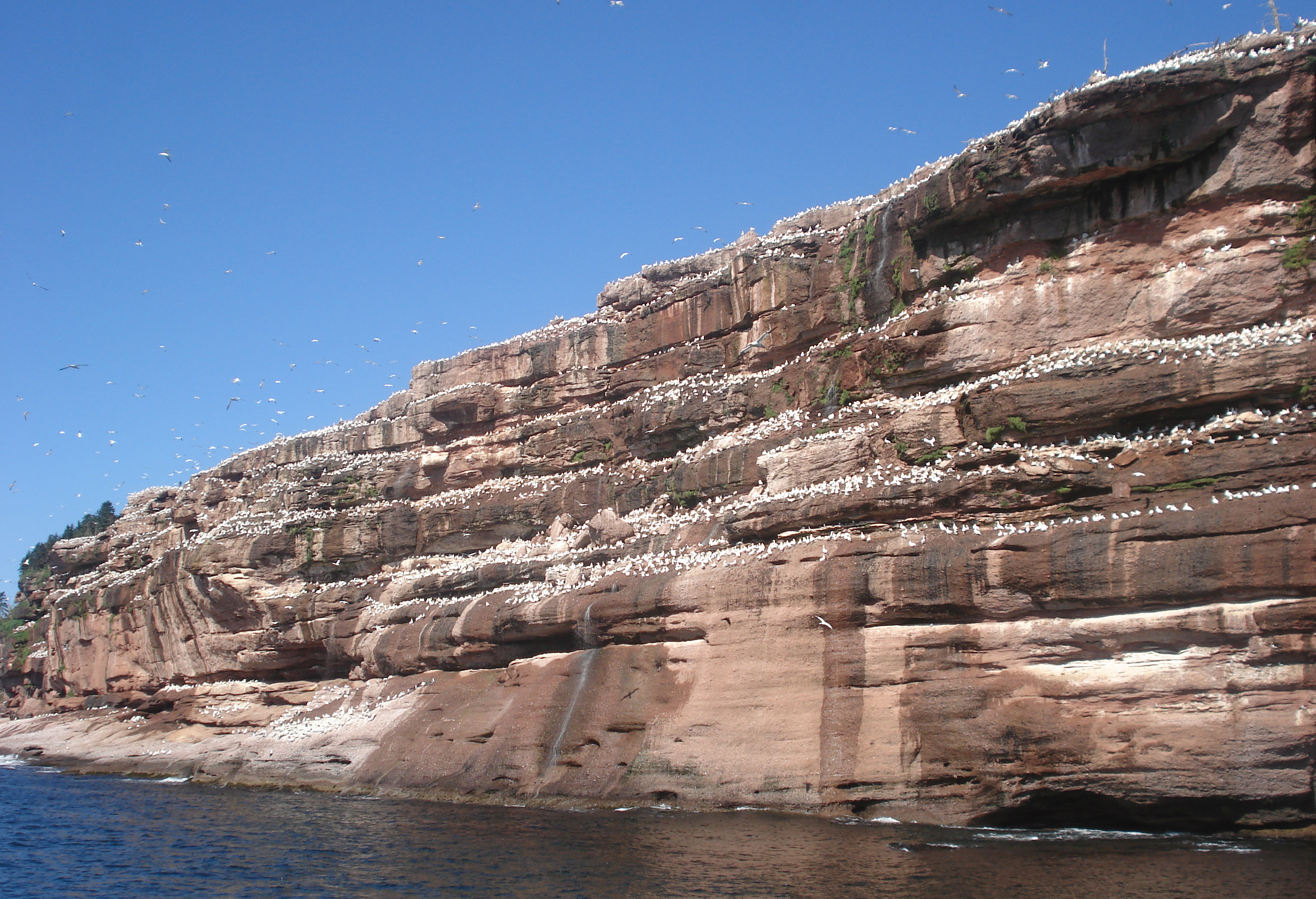
Colonie de Fous de Bassan sur les falaises de l’île Bonaventure au Québec.

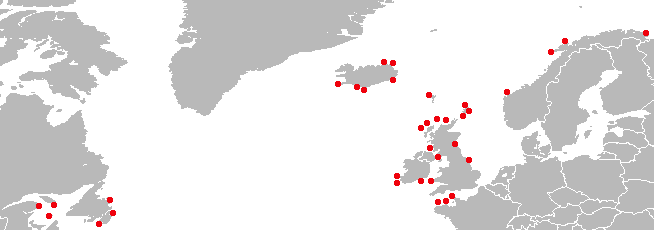
Emplacements des colonies de Fous dans l'Atlantique nord.

L'aire de nidification du Fou de Bassan est limitée à l'Atlantique nord et à la mer du Nord. Une fois la période de reproduction terminée, ils migrent vers le sud et se dispersent le long des côtes jusqu'au golfe du Mexique et l'ouest de la Méditerranée. On retrouve six colonies en Amérique du Nord, toutes situées dans le golfe du Saint-Laurent et à l'est de Terre-Neuve. La plus grande colonie du continent américain se trouve sur l'île Bonaventure, en Gaspésie, et compte plus de 50 000 couples.

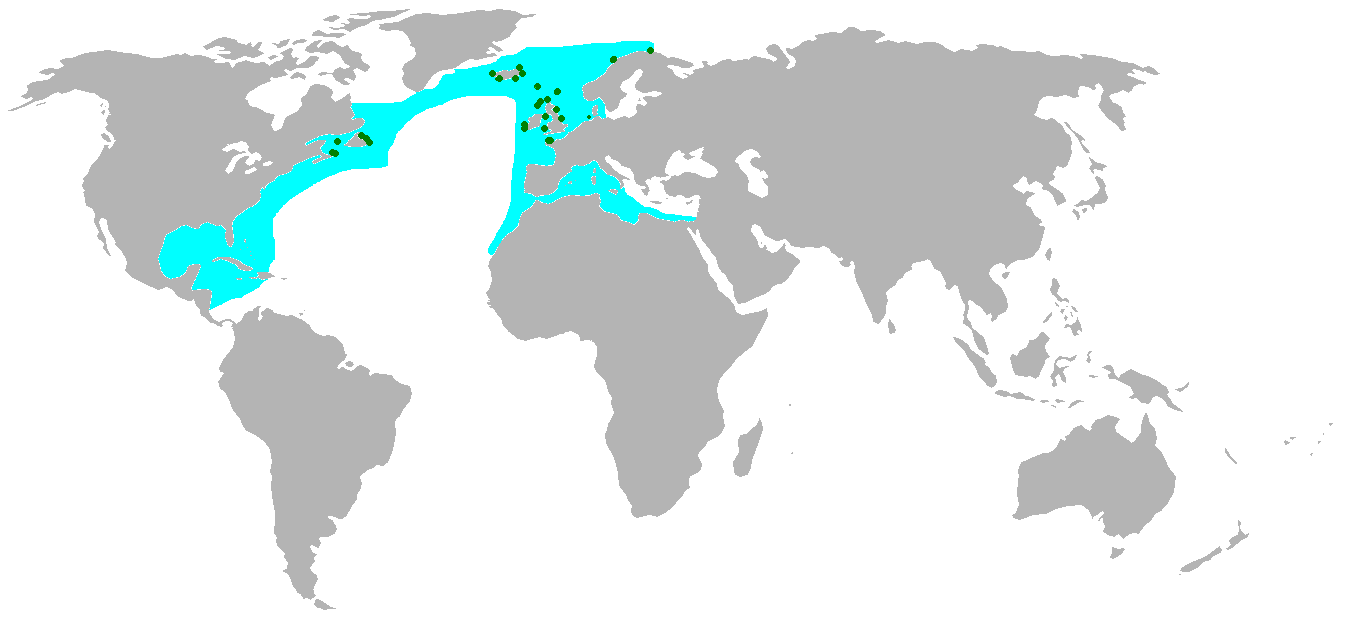
Carte de répartition mondiale du Fou de Bassan.

On trouve aussi des colonies dans les îles britanniques, en Islande, en Norvège et en France. Les plus grandes colonies du monde nichent en Écosse et au Québec. L'archipel de Saint-Kilda a longtemps été le lieu de nidification du Fou de Bassan le plus important au monde. En 2013, on y dénombrait un peu plus de 60 000 couples, un nombre que l'on retrouve également en Gaspésie, au Québec, sur l'Île Bonaventure, avec près de 61 000 couples (2008), et 55 000 selon des estimations en 2016 et 2017,. En Écosse, Bass Rock accueille désormais la plus grande colonie, avec plus de 75 000 couples. Le rocher de Stac Lee héberge quant à lui environ 40 000 couples. La plus grande colonie française se situe en Bretagne dans l’archipel des Sept-Îles, sur l’île Rouzic où 20 000 couples se reproduisent tous les ans (données 2013).

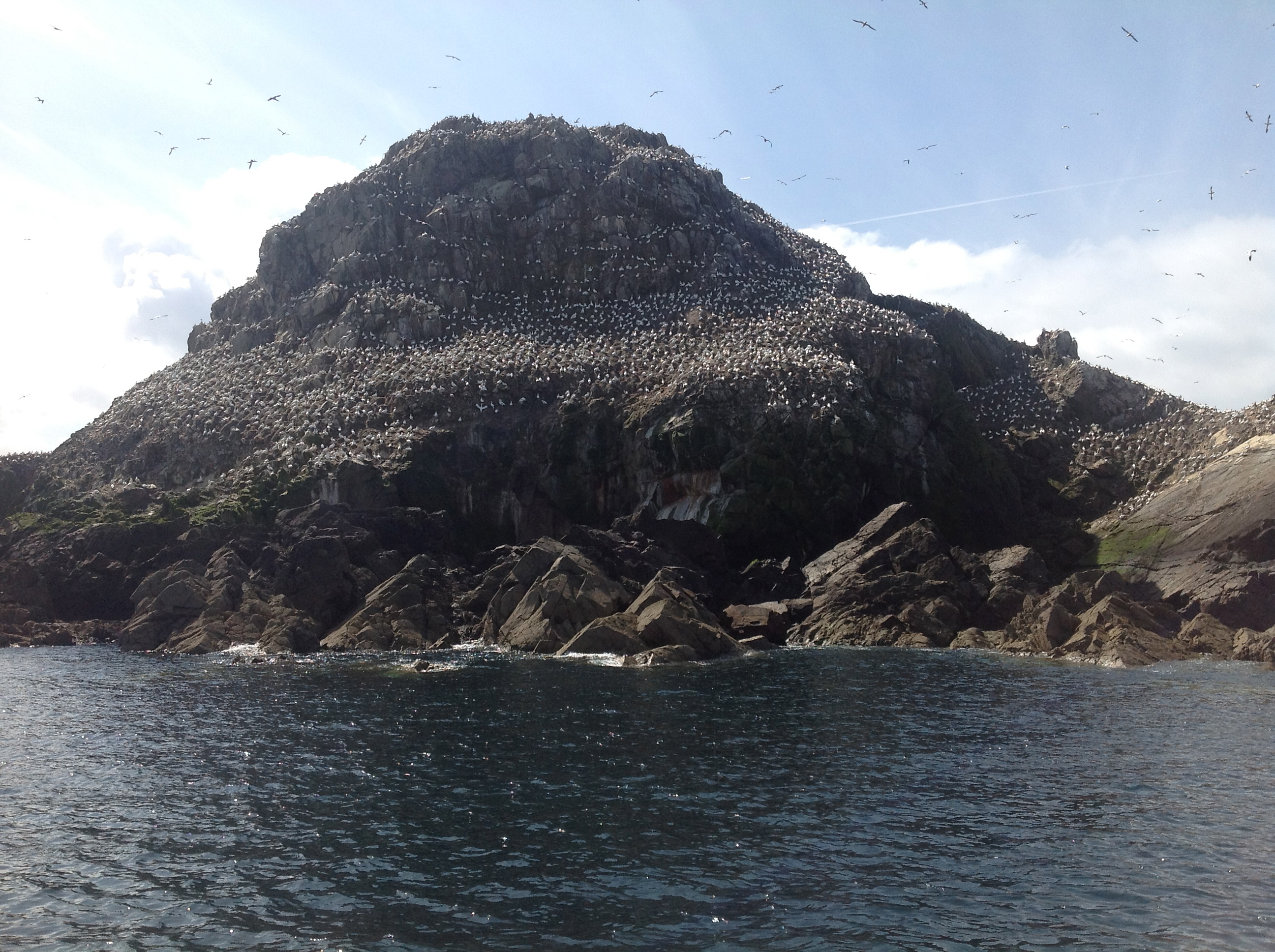
Colonie de Fous de Bassan sur l’île Rouzic.

## Taxinomie
Le nom vernaculaire de fou peut être une déformation des mots germaniques fugel ou vogel (« oiseau »), ou bien être issu, par calque sémantique, du latin morus « stupide », lui-même issu du grec moro, allusion au caractère peu farouche de cet oiseau face à l'Homme qui pouvait facilement piller les œufs du nid. La systématique utilise également les synonymes Sula bassana et Sula bassanus.
La dénomination française de Bassan vient, par emprunt, de l'adjectif latin bassanus « de l'île de Bass », à proximité des côtes orientales de l'Écosse où ces oiseaux nichent depuis l'an 500 au moins.

## Le Fou de Bassan et l’humain

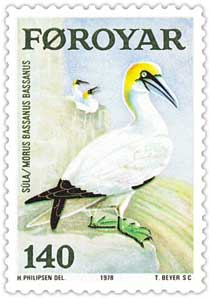
Fous de Bassan, vus par l’artiste danois Holger Philipsen, illustrant un timbre des îles Féroé émis en 1978.

### Statut et préservation
- Les populations de Fous de Bassan, aujourd’hui protégées, sont en augmentation au rythme moyen de 2 % par an après avoir, dans le passé, fortement régressé à la suite de la perte d’habitat, de la récolte des œufs et de la chasse[18]. Cependant la colonie de l'Île Bonaventure serait menacée en raison de son bas taux de reproduction (8 % en 2012) pouvant être dû à une difficulté à s'alimenter[19].
- La contamination des chaines alimentaires par des pesticides et d'autres produits chimiques est aussi une cause de mortalité ou de difficulté à se reproduire pour cette espèce. Ainsi La population des Fous de Bassan du Canada a diminué d'environ 25 % jusqu'au milieu des années 1970, période d'interdiction du DDE (insecticide utilisé en agriculture). Des études ont montré que les coquilles des œufs étaient amincies et donc fragilisées car les femelles n'absorbaient plus assez de calcaire pour les fabriquer. Et en Europe, fin 1990, l'analyse d'une trentaine de fous de Bassan trouvés morts en mer du Nord (au nord des îles Wadden néerlandaises) a montré que l'apport en mer de lubrifiants mécaniques et de certains de leurs additifs, dont le dodécylphénols mal dégradés par les stations d'épuration était en cause (moindre isolation thermique, perte de flottabilité, irritation des muqueuses, de la peau, des yeux et des voies respiratoires et gastro-intestinales, neurotoxicité (en stimulant puis en inhibant le système nerveux)[20]. Des rejets d"hydrocarbures contenant des traces d'additifs phénoliques (tels que nonylphénol et dodécylphénol connus comme pouvant être bioaccumlés dans le réseau trophique au moins depuis les années 1980[21]) avaient déjà provoqué la mort d'oiseaux en mer du Nord et en mer des Wadden[20].
- Les fous de Bassan sont menacés par la pêche industrielle, depuis 2015 en particulier, qui réduit leur capacité à s’alimenter. Ils représentent par ailleurs la majeure partie des 200 000 oiseaux marins qui sont chaque année victimes collatérales de la pêche dans l’Union européenne, capturés accidentellement par les hameçons ou les filets[22].

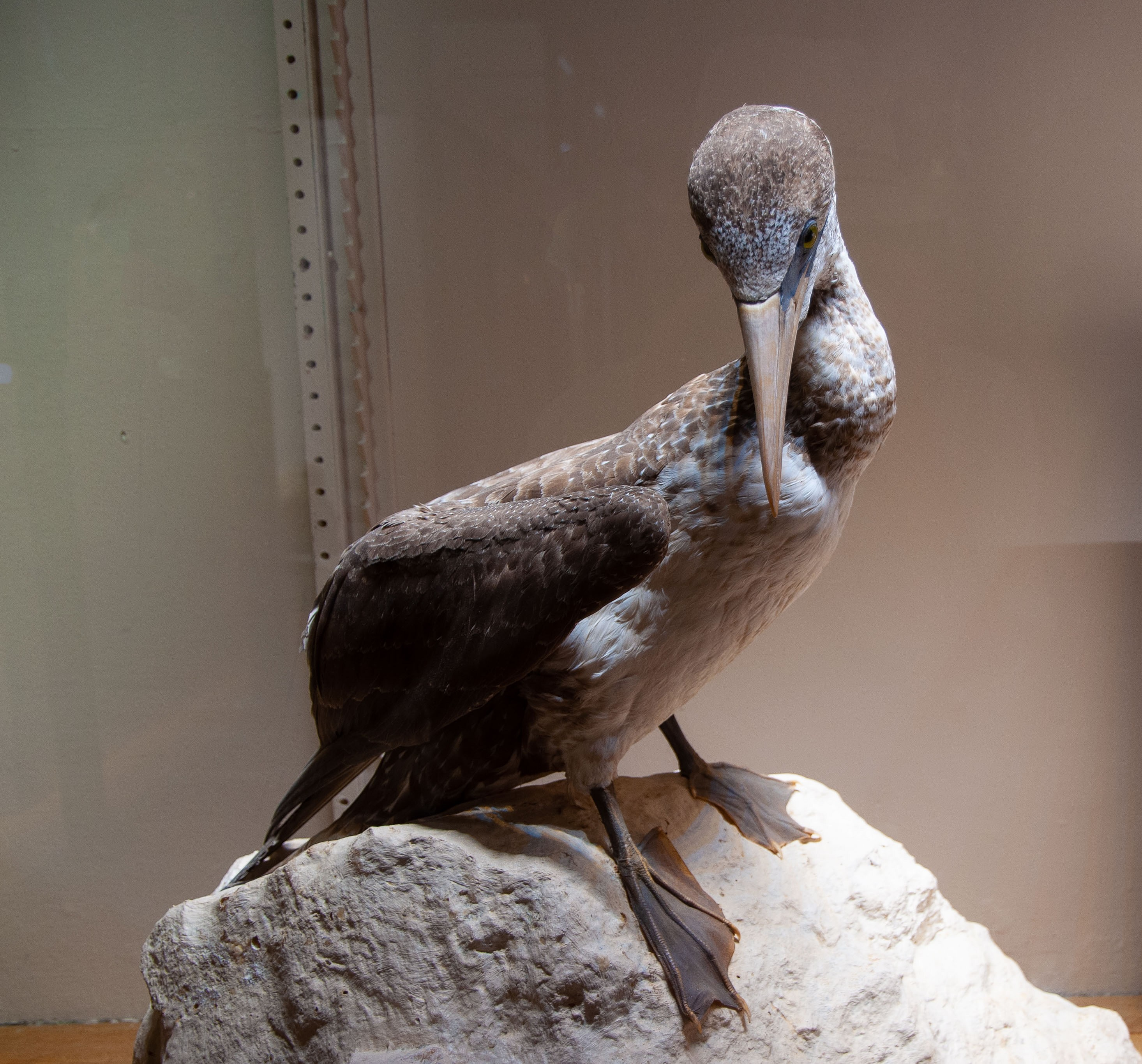
Fou de Bassan naturalisé - Monaco

- L'épidémie d'Influenza Aviaire (grippe aviaire) constitue une nouvelle menace. La colonie de fous de Bassan de l'Île Rouzic, située au sein de la réserve naturelle nationale des Sept-Îles, a connu une forte vague de mortalité à l'été 2022[23]. En octobre 2022, la LPO indique que 80 % des poussins de l'année seraient morts[24].

### Le Fou de Bassan dans les arts
- Dans le poème épique anglo-saxon Beowulf, datant de la fin du Ier millénaire, le roi Hrothgar désigne l'océan par the gannet's bath - littéralement « le bain des fous ».
- Gérard Jaffrès a sorti en 2001 une chanson intitulée Le Fou de Bassan, présente dans son album du même nom.
- Anne Vanderlove a composé et interprété la chanson Comme les fous de Bassan dans l'album Silver en 1999.
- Le roman Les Fous de Bassan d'Anne Hébert a obtenu le prix Fémina en 1982.
- Le film Les Fous de Bassans est une adaptation du roman du même nom. Le film est réalisé par Yves Simoneau et est sorti en 1987.
- Françoise Hardy a écrit et interprété la chanson Les Fous de Bassan sur l'album L'Amour fou paru en 2012.

- Peter May décrit le périple de chasseurs écossais de Fous de Bassan sur l'île de Sula Sgeir dans son roman L'Île des chasseurs d'oiseaux (titre original : The Blackhouse) paru en 2009.
- Dans la série documentaire Le Futur sera Sauvage (2002) et son ancienne attraction au Futuroscope Les Animaux du futur, dans l'épisode 2, Retour à l'ère glaciaire (Return of the Ice), l'un des animaux montré, le Fou-Baleine, est présenté comme l'hypothétique descendant du Fou de Bassan, obèse, incapable de voler et se déplaçant comme un phoque ou un morse.